# شین کیوک-هو
شین کیوک-هو (به کره‌ای: 신격호) (زاده ۴ اکتبر ۱۹۲۱ – درگذشته ۱۹ ژانویهٔ ۲۰۲۰) کارآفرین، بازرگان و مدیر ارشد اجرایی ژاپنی کره‌ای‌تبار بود، که در سال ۱۹۴۸ شرکت لوته را تأسیس نمود.